# 斯特拉斯堡国立高等建筑学校
斯特拉斯堡国立高等建筑学校（法語：École nationale supérieure d'architecture de Strasbourg）是法国斯特拉斯堡的一所建筑学校。学校隶属于法国文化部，是法国20所公立建筑学校之一。

## 历史
1987年学校因增长的学生数量从莱茵宫搬离搬入原为宝马经销展厅的现址。
2012年起，学校成为斯特拉斯堡大学的一部分。

## 教学
学校与同济大学合作有双文凭硕士项目。

## 外部連結
- 官方网站